# Цецилий Букилиан
Цецилий Букилиан (на латински: Caecilius Bucilianus, Bucolianus) е римски политик на късната Римска република. Той е в групата на заговорниците за и убийците на Цезар на Идите през март 44 пр.н.е.
Цецилий Букилиан е брат на Цецилий Метел, който също е в групата на заговорниците на Юлий Цезар. След убийството на Цезар той бяга през лятото 44 пр.н.е. в своето имение. Апиан го идентифицира с Буколиан, един от приятелите на Цезар.